# Krämerbrücke
El Krämerbrücke (pronunciación en alemán: /ˈkʁɛːmɐˌbʁʏkə/; en alemán Puente de los Mercaderes) es un puente medieval en arco ubicado en la ciudad de Erfurt, en Turingia (Alemania) que está flanqueado por tiendas y casas de entramado de madera a ambos lados de una calle adoquinada. Atraviesa el Breitstrom, un brazo del río Gera, y conecta dos plazas de la ciudad: Benediktsplatz y Wenigemarkt.
Es uno de los pocos puentes habitados que quedan en el mundo. Lleva habitado ininterrumpidamente desde hace más de 500 años, lo que lo convierte en el puente habitado más antiguo de Europa. El puente peatonal de piedra data de 1325 y es una de las estructuras seculares más antiguas de Erfurt.

## Estructura

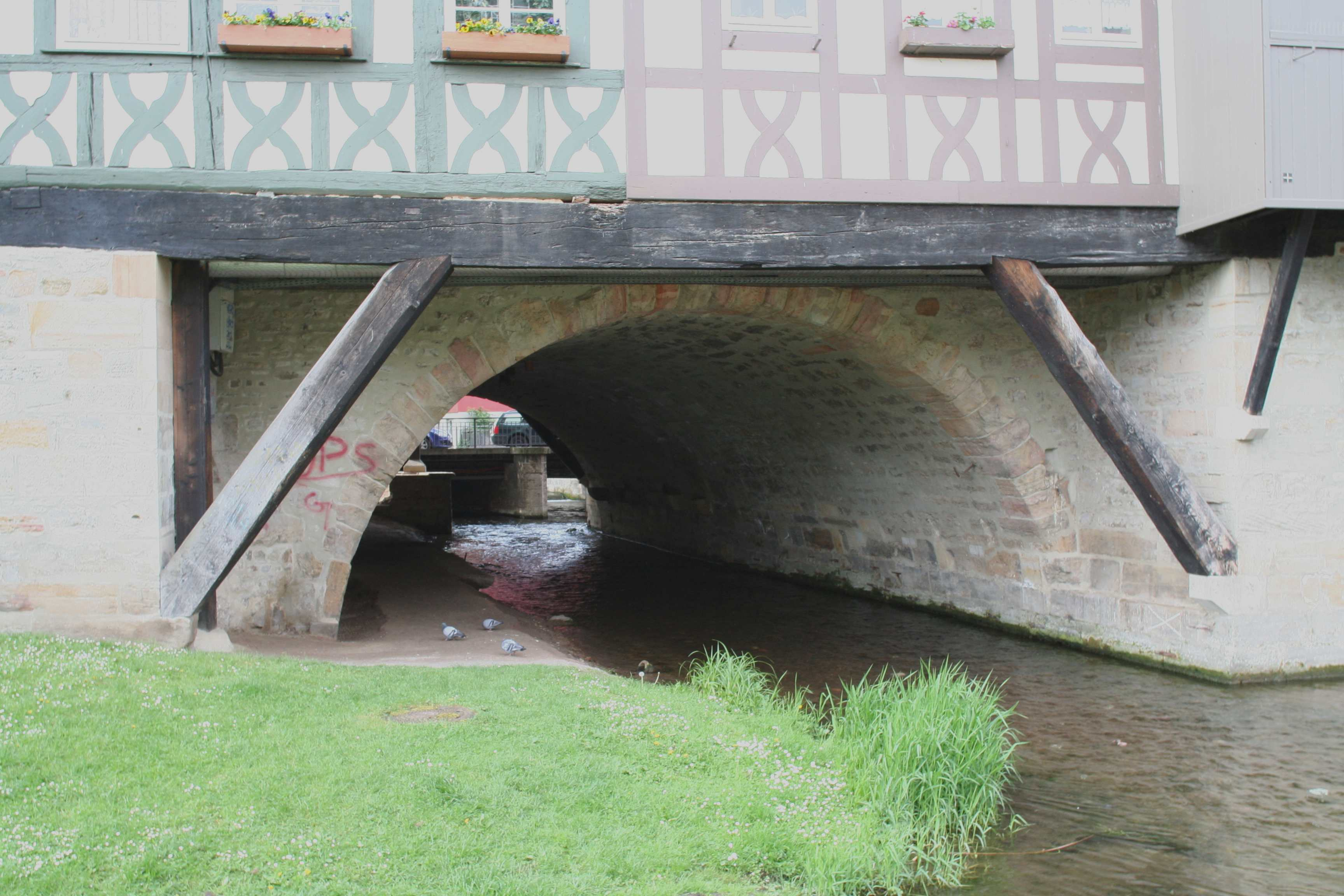
Un arco del Krämerbrücke, con una riostra de madera delante

El Krämerbrücke tiene una longitud total de 125 m de extremo a extremo. El puente de piedra, construido en 1325, es de piedra caliza y arenisca, y consta de seis bóvedas de cañón visibles de entre 5,5 y 8 m de ancho. La sección del puente que soportan los seis arcos mide 79 m de largo. Sobre el puente de piedra se construyeron puestos de madera en los que se comerciaba con todo tipo de mercancías.
En un principio, en las cabeceras del puente se hallaban sendas iglesias de piedra, donde se construyeron puertas de entrada: la iglesia de San Benito (Benediktikirche) en el extremo occidental y la iglesia de San Gil  (Ägidienkirche) en el oriental. La iglesia de San Gil, la única de las dos que aún existe, fue en el pasado una capilla del puente y fue mencionada por primera vez vez en 1110. El arco de la iglesia por el que se accede al Krämerbrücke mide 3,75 m de ancho y 3,25 m de alto.

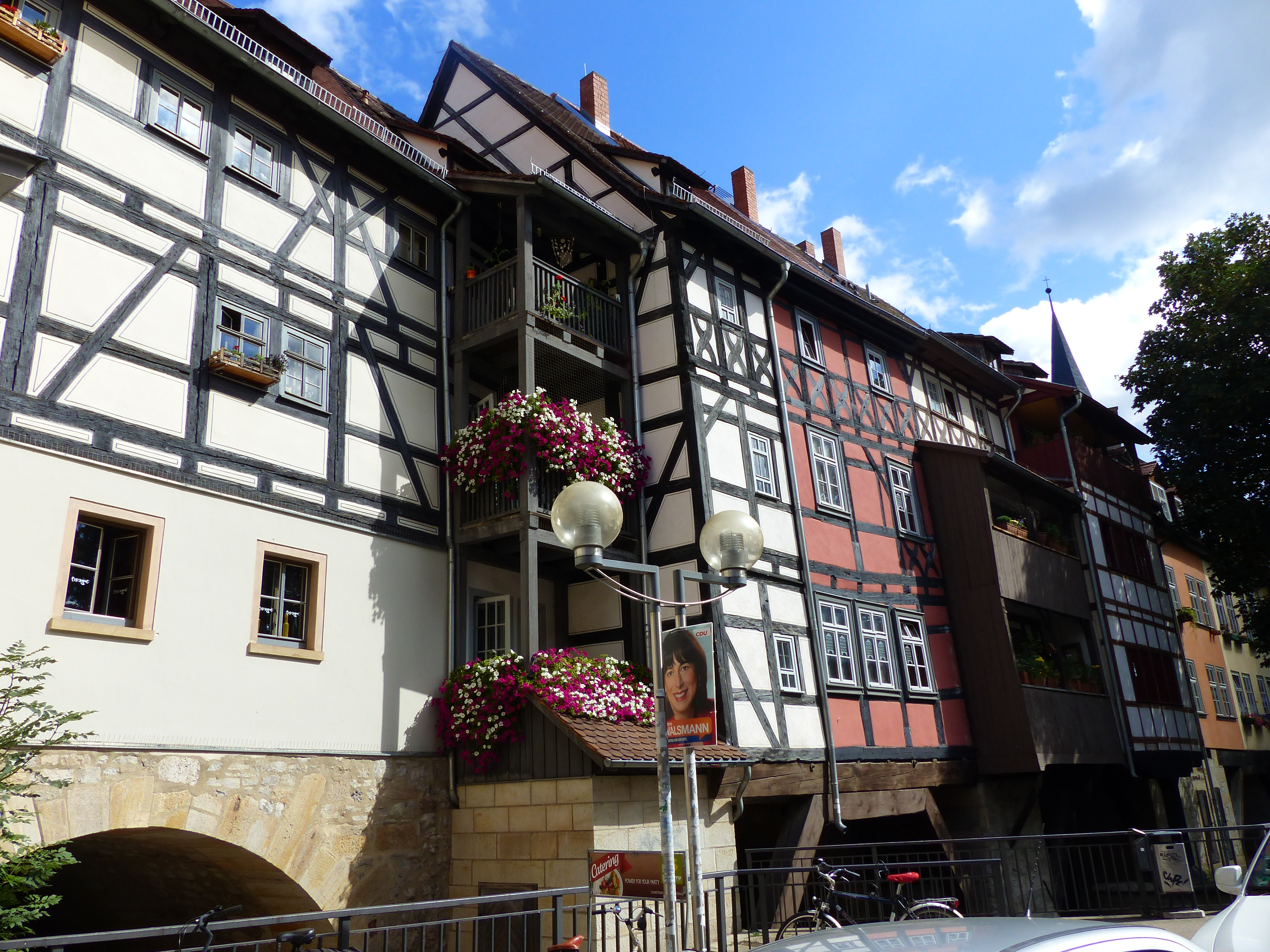
Edificios sobre el Krämerbrücke

En 1486 concluyó la construcción de las viviendas del Krämerbrücke, tras el incendio de 1472 que destruyó cerca de la mitad de la ciudad y los puestos del mercado instalados sobre el puente de piedra. A cada lado del puente de piedra se construyeron 62 edificios con entramado de madera, formando una calle entre las dos hileras. Con el paso de los siglos, los pequeños edificios se fueron fusionando, de forma que en la actualidad se contabilizan 32 casas sobre el puente. En las plantas bajas hay locales comerciales y las superiores son viviendas. Constituyen las hileras de edificios habitados sobre un puente más largas de toda Europa.
Las viviendas de tres plantas tienen entre 13 y 15 m de altura. A fin de que pudieran ser habitables, la anchura del puente se amplió por medio de celosías o arriostramientos (en alemán Sprengwerke) de madera al lado de las bóvedas de arco, de tal forma que los edificios sobresalen ligeramente de la estructura de piedra del puente. La anchura total del puente, tal y como quedó rematado en 1486, es de 26 m. La calzada que discurre entre las dos hileras de edificios tiene 5,5 m de anchura.

## Historia

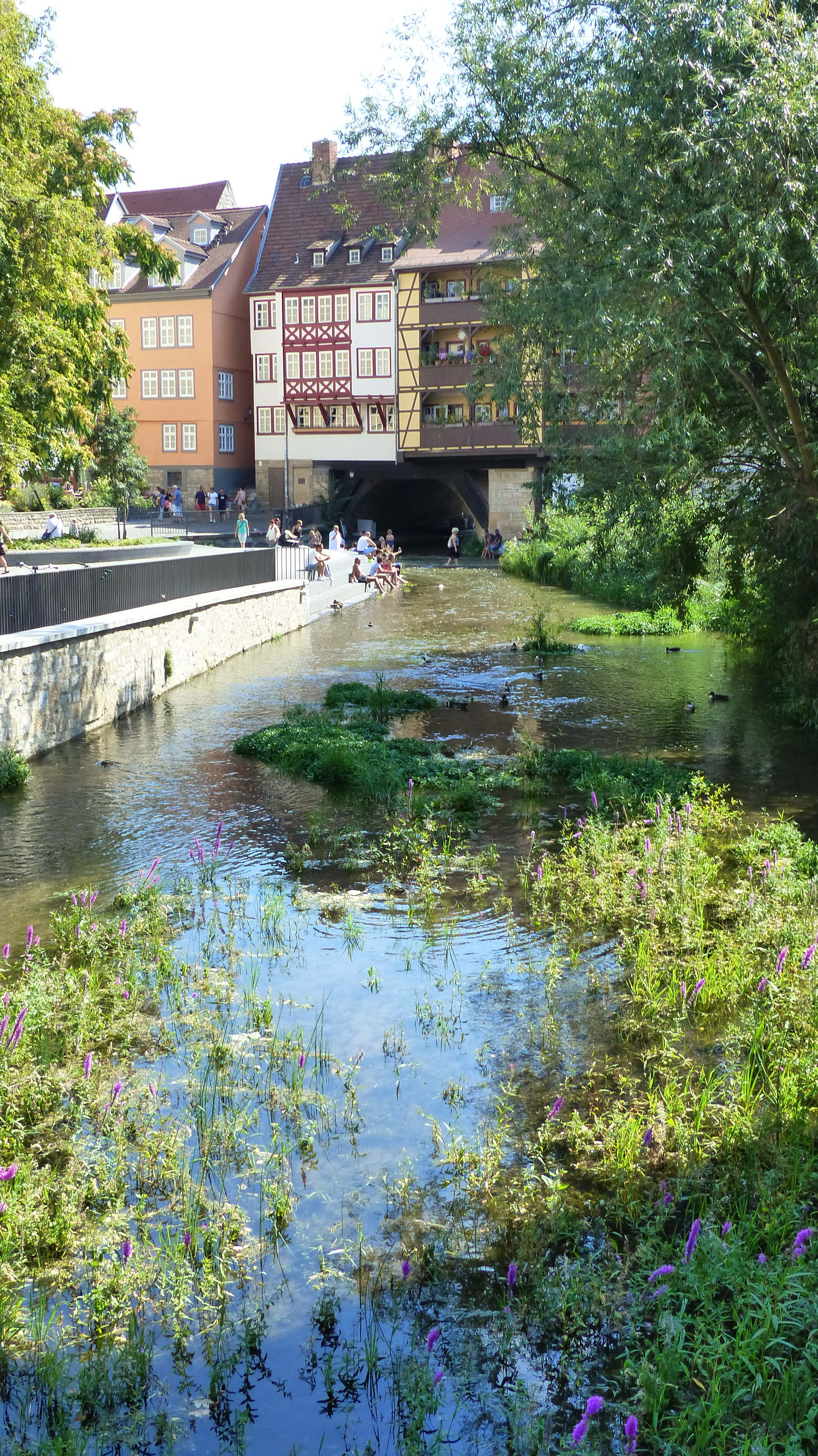
Vista del lado norte desde el río

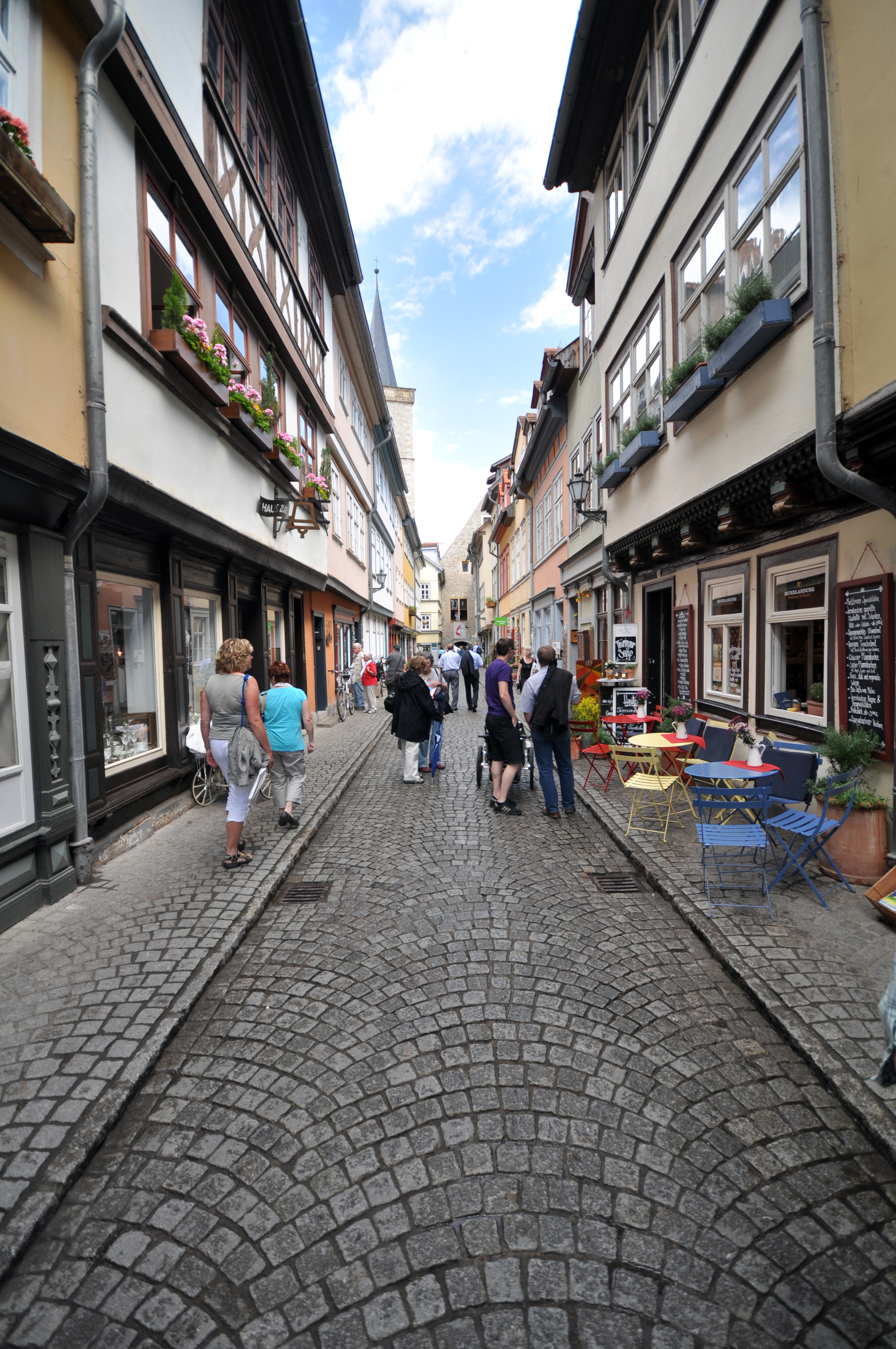
Vista a nivel de calle

El puente formaba parte de la Via Regia, una red de caminos medievales de comercio y peregrinación que unía Roma con el mar Báltico y Moscú con Santiago de Compostela, en el norte de España. El Krämerbrücke se halla en la ruta que va del río Rin a Silesia. También forma parte de una de las rutas principales del Camino de Santiago. Erfurt se hallaba en una importante encrucijada de la Via Regia y en la Edad Media era un importante núcleo comercial. La ciudad formaba parte de la Liga Hanseática.
Entre los siglos VIII y XI se construyó un puente de madera en el mismo vado en el que actualmente se alza el Krämerbrücke. El puente fue mencionado por primera vez en 1117, tras ser destruido por un incendio.
La primera mención escrita de un pons rerum venalium, es decir, "puente de mercado", data de 1156. En aquella fecha, mercaderes y comerciantes ya habían instalado puestos a ambos lados del puente. El nombre Krämerbrücke, que significa "Puente de los Mercaderes", se viene utilizando desde 1510.
El puente de madera fue víctima de sucesivos incendios en 1175, 1178, 1213, 1222, 1245, 1265 y 1293. Tras el incendio de 1265 se planteó la idea de construir un puente de piedra, y en 1293 la administración municipal adquirió todos los derechos del puente a los monasterios, que comerciaban con bienes a través de él. No obstante, el puente de piedra no se terminó hasta 1325. En las dos cabeceras del puente se construyeron sendas iglesias de piedra, la Benediktikirche (Iglesia de San Benito) en el extremo occidental y la Ägidienkirche (Iglesia de San Gil) en el oriental.
Durante los primeros cien años posteriores a la construcción del puente de piedra, en sus puestos se vendían principalmente productos de la zona. Erfurt contaba con varios monasterios de importancia, como el de San Agustín, donde más tarde fue monje Martín Lutero, el monasterio dominico de los Predicadores, del que fue prior el místico Maestro Eckhart (c. 1260 - 1328), y el monasterio benedictino de San Pedro y San Pablo, que se encontraba en la colina donde hoy se alza la ciudadela de Petersberg. Contaban con puestos en el puente en los que vendían hierbas medicinales y de uso culinario, vino y verduras.
Más adelante, se empezaron a vender en el puente productos como papel, artículos de orfebrería, seda, especias y perfumes orientales, como el incienso, procedentes de lugares remotos, y el glasto de producción local, un valioso tinte añil que daba renombre a Erfurt y que se vendía a comerciantes que lo distribuían por toda Europa.
Durante los siglos XVI y XVII, tras la construcción de las casas de entramado de madera que se conservan en la actualidad, en los talleres del puente comenzaron a instalarse diversos artesanos como jugueteros, peleteros, pasamaneros y curtidores.
En 1624, el ayuntamiento autorizó a los músicos callejeros a tocar en el puente y sus alrededores, con flautas, violines, trompetas, cromornos y bombardas. En la actualidad, los músicos callejeros siguen tocando en el puente; la música tradicional y las bandas contemporáneas son un elemento importante del festival anual Krämerbrückenfest.

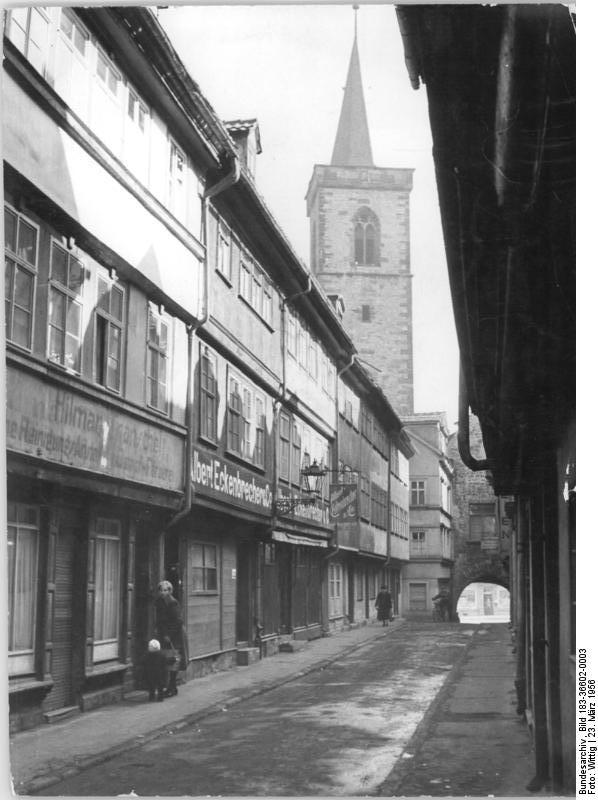
El puente en 1956

### SiglosXIXyXX
La iglesia de San Benito (Benediktikirche), ubicada en el extremo oeste del puente, fue vendida en 1807 y posteriormente demolida, a excepción de su torre, en 1810, para construir una nueva casa. En 1895 también se derribó la torre para construir el Rathausbrücke (Puente del Ayuntamiento), que cruza el río en paralelo al Krämerbrücke por su lado sur. El ayuntamiento también barajó la idea de demoler por completo el Krämerbrücke, pero finalmente no se llevó a cabo por los elevados costes que supondría.
En abril de 1945, en plena Segunda Guerra Mundial, las casas del número 11 al 14 resultaron dañadas en un bombardeo aéreo estadounidense, y la número 12 quedó completamente destruida. Los edificios fueron reconstruidos en 1954.
Debido a su especial importancia para la historia y la arquitectura de la ciudad, el Krämerbrücke gozó de una protección monumental especial por parte de la RDA. Entre 1967 y 1973 se restauraron todos los edificios. En 1985 y 1986, el gobierno de Alemania Oriental llevó a cabo un extenso proyecto de restauración de toda la estructura del puente, incluidas las bóvedas de arco. Desde entonces, sólo se permite el paso de vehículos de una carga máxima de hasta 11 toneladas por eje (principalmente pequeños vehículos de reparto y mantenimiento en horarios restringidos).

## ElKrämerbrückeen la actualidad

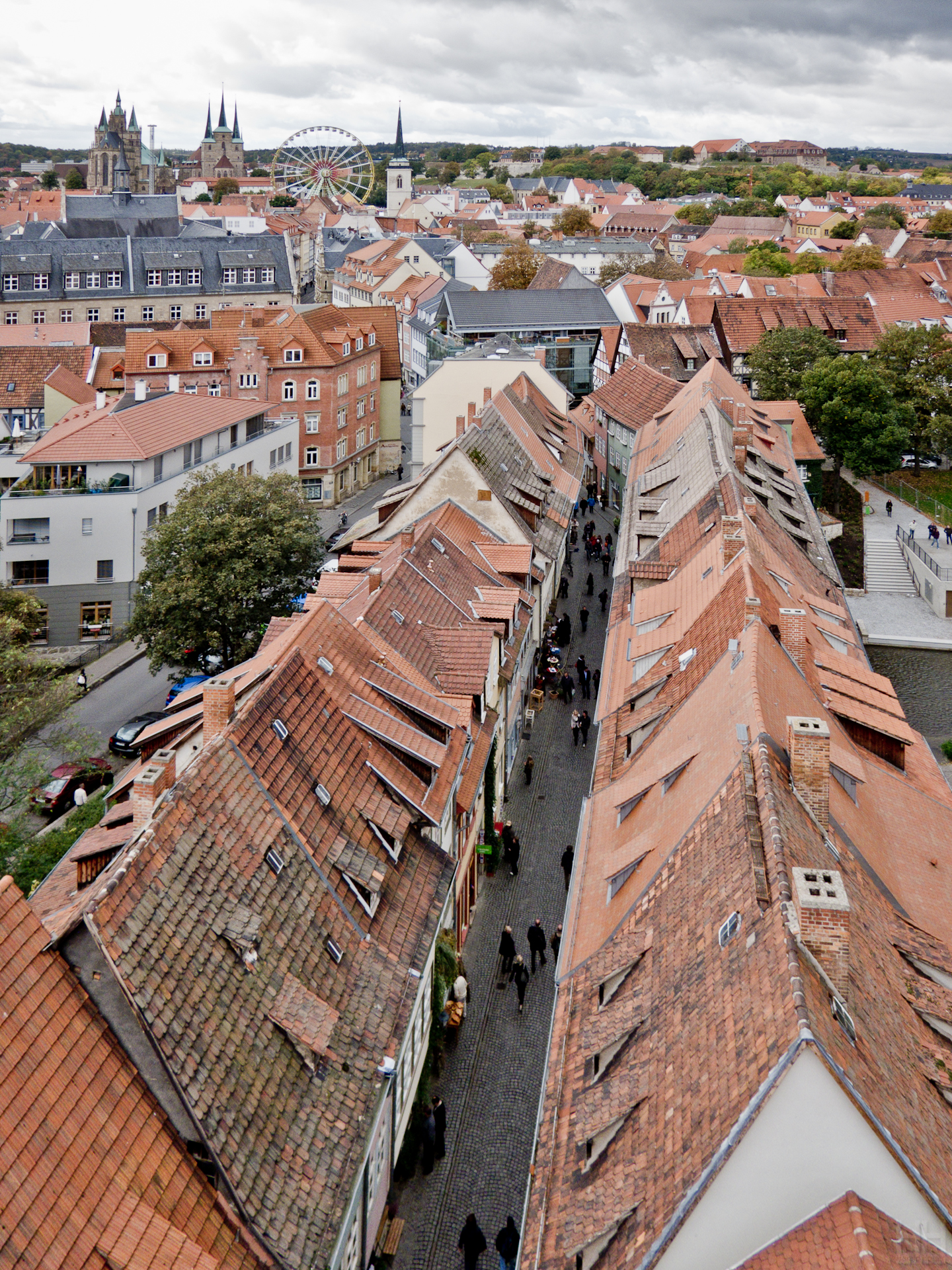
Vista del Krämerbrücke desde la torre de la iglesia de San Gil

El puente sigue siendo una importante vía de tránsito para los residentes, y constituye uno de los principales atractivos turísticos de Erfurt. En la actualidad sigue teniendo prácticamente el mismo uso que ha tenido durante más de 500 años.
En el Krämerbrücke viven unas 80 personas. Las tiendas situadas a pie de calle albergan comercios como talleres de artesanía, tiendas de alimentación especializadas, anticuarios, vinotecas, galerías de arte, cafeterías, etc. Las plantas superiores de los edificios son en su mayoría viviendas habitadas. Salvo los edificios con los números 15, 20, 24 y 33, todos los demás edificios del puente son de titularidad municipal.
En la época medieval, los edificios no estaban numerados y muchas personas eran analfabetas, por lo que a veces se colocaban distintivos en los edificios o sobre las puertas para poder localizar fácilmente la casa y a sus ocupantes. Todavía se pueden ver algunos ejemplos en el puente, así como puertas originales de cientos de años de antigüedad.
En 1996, el Ayuntamiento de Erfurt creó la Fundación Krämerbrücke (Stiftung Krämerbrücke), que se encarga de la conservación del puente y la promoción de su historia. La fundación supervisa qué tipo de negocios pueden instalarse en el puente para garantizar que éste mantenga sus raíces históricas. En la Haus der Stiftung (Krämerbrücke 31) se puede visitar una exposición permanente dedicada a la historia del puente y un modelo a escala 1:100 del mismo. El centro de visitantes también ofrece información sobre las fundaciones que velan por el buen estado del puente:
- Stiftung Krämerbrücke (Fundación Krämerbrücke)
- Deutsche Stiftung Denkmalschutz (Fundación Alemana para la Protección de Monumentos)
- Elisabeth and Fritz Thayssen Stiftung Hamburg (Fundación Elisabeth y Fritz Thayssen de Hamburgo)

### Krämerbrückenfest
El Krämerbrückenfest es un importante festival de Erfurt, que atrae a unos 130 000 visitantes. Tiene una duración de tres días y se viene celebrando anualmente desde 1975 en la tercera semana de junio. Se trata de una celebración que gira en torno al puente y a la cultura medieval. El festival lo inaugura oficialmente un actor que interpreta al personaje folclórico de Till Eulenspiegel, que según cuenta la leyenda visitó Erfurt y engañó a los profesores de la universidad diciéndoles que había enseñado a leer a un burro.